# Distrito de Mbale
Mbale es un distrito localizado al este de Uganda. Tiene un área de 2.466.7 kilómetros cuadrados. Su ciudad capital y centro comercial es ciudad de Mbale.
El censo del año 2002 indica que su población es de 721.242 habitantes y que el 92% de la población es rural. La actividad económica primaria en el distrito es la agricultura. Algunos de los cultivos y alimentos principales son café, habas, Matooke, maíz, cebollas, patatas, zanahorias y patatas dulces.
Está poblado principalmente por la gente de las tribus Ankapanka e Isaboa, que utilizan el Lugisu como idioma principal en este distrito.

La Universidad Islámica de Uganda (IUIU) se encuentra en Mbale.
- Datos: Q581822